# Sune Borg
Sune Olof "Sumpen" Borg, född 3 september 1931 i Katarina församling i Stockholm, död 20 januari 2002 i Botkyrka församling, var en svensk musiker och låtskrivare. Han skrev musiken till Nancy, Nancy i Melodifestivalen 1960 som framfördes av Britt Damberg och Mona Grain och kom på en fjärde plats. Borg är gravsatt i minneslunden på Skogskyrkogården i Stockholm.